# Kai Cenat
Kai Carlo Cenat III (ur. 16 grudnia 2001 w Nowym Jorku) – amerykański streamer i youtuber pochodzenia haitańsko-trynidadzkiego, najbardziej znany ze swoich transmisji na żywo na Twitchu i treści komediowych publikowanych w serwisie YouTube. Jego konto na Twitchu obserwuje ponad 16,6 miliona osób, a na YouTube ponad dwanaście milionów.
Jest najczęściej subskrybowanym streamerem wszech czasów w serwisie Twitch, bijąc rekord innego twórcy; Ludwiga w lutym 2023 r. Otrzymał tytuł „Streamera Roku” podczas 12. gali Streamy Awards i 2023 Streamer Awards.

## Życiorys
Cenat ma troje rodzeństwa – młodszego brata o imieniu Kaleel, starszego brata o imieniu Devonte i siostrę bliźniaczkę o imieniu Kaia. Jego matka pochodzi z Trynidadu i Tobago, a ojciec z Haiti.
Cenat ukończył szkołę średnią w 2019 r. Następnie uczęszczał na State University of New York w Morrisville, gdzie studiował administrację biznesową. Ostatecznie rzucił studia w 2020 roku z powodu trudności w nadążaniu za obowiązkami szkolnymi i tworzeniem treści.

### Kariera
Cenat przesłał swój pierwszy film na YouTube 13 stycznia 2018 r. Zaczął regularnie kręcić filmy dotyczące żartów i wyzwań. Dołączył do grupy twórców o nazwie AMP (Any Means Possible) po tym, jak został odkryty przez youtubera Fanuma. Odtąd regularnie pojawiał się w filmach na kanale grupy. Zaczął transmitować na Twitchu w lutym 2021 r.
Cenat wystąpił gościnnie w teledysku do singla rapera Polo G „Distraction” z czerwca 2022 roku. 8 maja 2022 roku Cenat wydał swój debiutancki singel „Bustdown Rollie Avalanche” ze znanym raperem NLE Choppa.
W 2022 roku Cenat zaczął zapraszać znanych muzyków i celebrytów do swoich transmisji, w tym Bobby’ego Shmurdę w kwietniu, Lil Baby w październiku i 21 Savage w listopadzie, którzy pomogli mu uzyskać najwyższą oglądalność w tamtym czasie; średnio każdą transmisje na raz oglądało 283 245 widzów.
W październiku 2022 roku Cenat był nominowany do nagrody Streamy Awards w kategoriach „Streamer roku” i „Breakout Streamer”, wygrywając tę pierwszą.
28 lutego 2023 roku Cenat został najczęściej subskrybowanym streamerem Twitcha wszech czasów. 11 marca 2023 r. zdobył tytuł „Streamera Roku” podczas 12. edycji Streamer Awards.
17 kwietnia 2023 r. Cenat został tymczasowo zbanowany na Twitchu z nieujawnionych powodów, chociaż po czasie wrócił do prowadzenia transmisji na platformie.
W maju 2023 roku Cenat ogłosił swój własny internetowy program na żywo wraz z IShowSpeed, zatytułowany Kai 'N Speed Show.
4 sierpnia 2023 r. Cenat zorganizował wydarzenie, na którym rozdawał PlayStation 5 na Union Square na Manhattanie wraz ze streamerem Fanum. Na wydarzeniu pojawiło się ponad tysiąc jego fanów. Departament Policji Nowego Jorku (NYPD) zareagował i przerwał wydarzenie. Cenat został aresztowany przez NYPD pod zarzutem podżegania do zamieszek; policja dokonała również 65 innych aresztowań. Później został oskarżony przez NYPD o wywołanie zamieszek pierwszego stopnia i zorganizowanie nielegalnego zgromadzenia.

### Nagrody i nominacje
| Rok  | Ceremonia           | Kategoria                   | Wynik     | Źródło |
| ---- | ------------------- | --------------------------- | --------- | ------ |
| 2022 | 12th Streamy Awards | Streamer of the Year        | Wygrana   | [ 26 ] |
| 2022 | 12th Streamy Awards | Breakout Streamer           | Nominacja | [ 26 ] |
| 2023 | The Streamer Awards | Streamer of the Year        | Wygrana   | [ 32 ] |
| 2023 | The Esports Awards  | Streamer of the Year        | Nominacja | [ 33 ] |
| 2024 | The Streamer Awards | Streamer of the Year        | Wygrana   | [ 34 ] |
| 2024 | The Streamer Awards | Best Just Chatting Streamer | Wygrana   | [ 34 ] |
| 2024 | The Streamer Awards | Best Streamed Event         | Nominacja | [ 34 ] |

### Dyskografia

#### Single
| Tytuł                                              | Rok  | Album |
| -------------------------------------------------- | ---- | ----- |
| „Bustdown Rollie Avalanche” (gościnnie NLE Choppa) | 2022 | –     |
| „Dogs” (wraz z IShowSpeed)                         | 2023 | –     |

#### Występy gościnne
| Tytuł                                | Rok  | Inni wykonawcy | Album                                       |
| ------------------------------------ | ---- | -------------- | ------------------------------------------- |
| „The End of the Road Begins – Intro” | 2023 | –              | Fast X (Official Motion Picture Soundtrack) |